# Thilouze
Thilouze è un comune francese di 1 563 abitanti situato nel dipartimento dell'Indre e Loira nella regione del Centro-Valle della Loira.

## Storia

### Simboli
Lo stemma di Thilouze è stato adottato il 7 febbraio 1986.
Le tre torri merlate della corona muraria rappresentano gli antichi castelli fortificati di Le Châtelet, Le Plessis e la Ripaudière.
L'albero di tiglio (in latino tilium) evoca l'origine del nome della città.
Il colore del campo e dei tre cuori riprende quello delle insegne di Thomas Thorton, di origine scozzese, che divenne signore di Plessis e francesizzò il suo nome in Tourneton. Sono anche i colori dell'arcidiocesi di Tours da cui dipendeva gran parte del territorio del comune. La croce trilobata è simbolo distintivo degli arcivescovi.

## Società

### Evoluzione demografica
Abitanti censiti